# Kapel van Saint-Pé de la Moraine

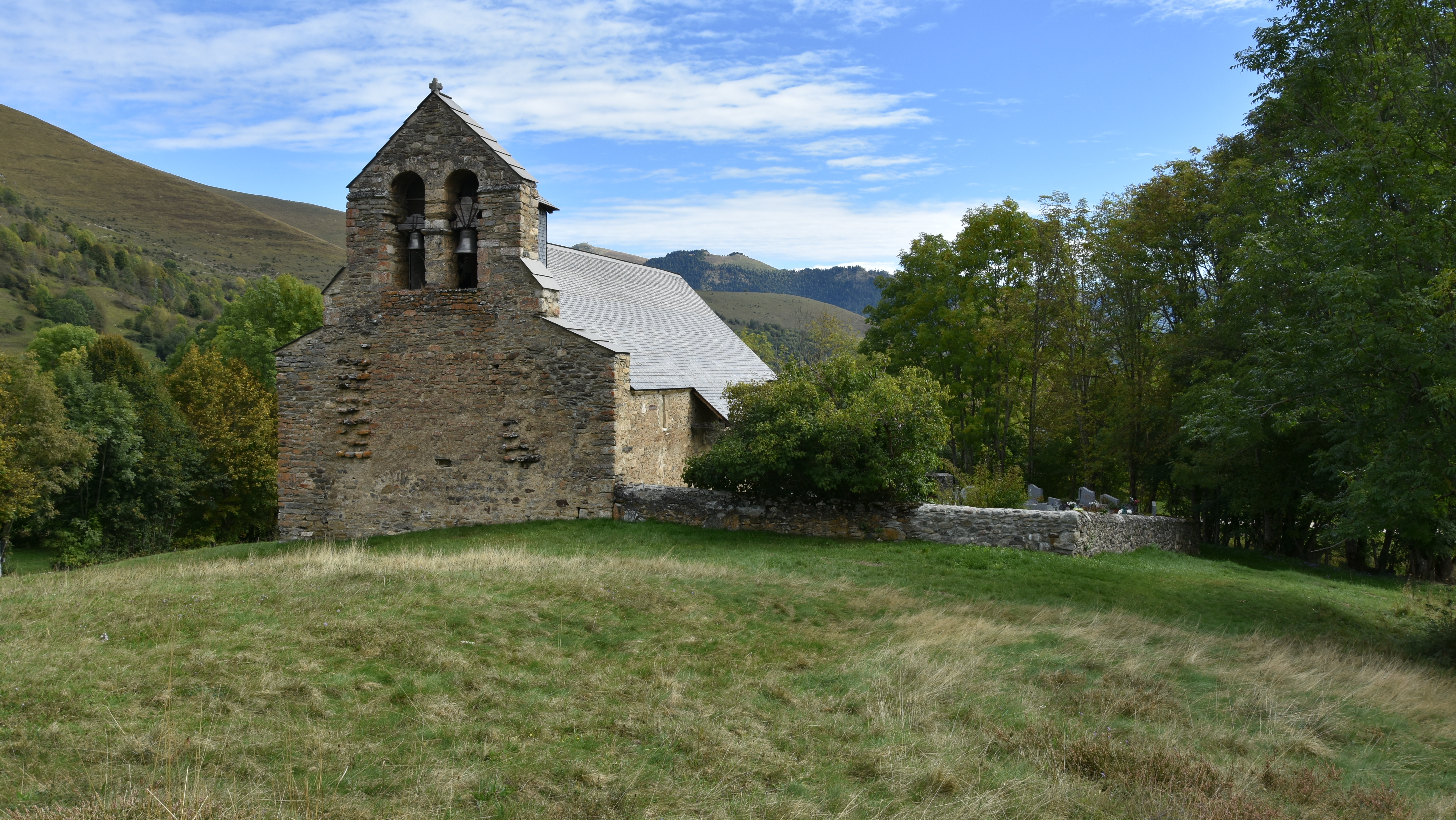
De kapel Saint-Pé de la Moraine

De Kapel van Saint-Pé de la Moraine is een kapel in de Franse gemeente Garin, in het departement Haute-Garonne van de regio Occitanië. Het is een romaans bouwwerk uit de 10e - 11e eeuw. De toevoeging de la Moraine wijst erop dat de kapel op een morene uit de IJstijd werd gebouwd.
Deze kapel staat sinds 1971 op de lijst van Franse historische monumenten. Het is een gebouw uit natuursteen, afgedekt met flagstone. Aan de westzijde ziet men de klokkengevel waarin twee klokken ophangen. De zijmuren zijn verstevigd met steunberen. Aan de oostzijde bestaat het bepleisterde chevet uit een halfronde en eenvoudige apsis. Zoals op andere plaatsen van het gebouw vertoont ook de steunbeer van de apsis verschillende grafsteles.

## Galerij

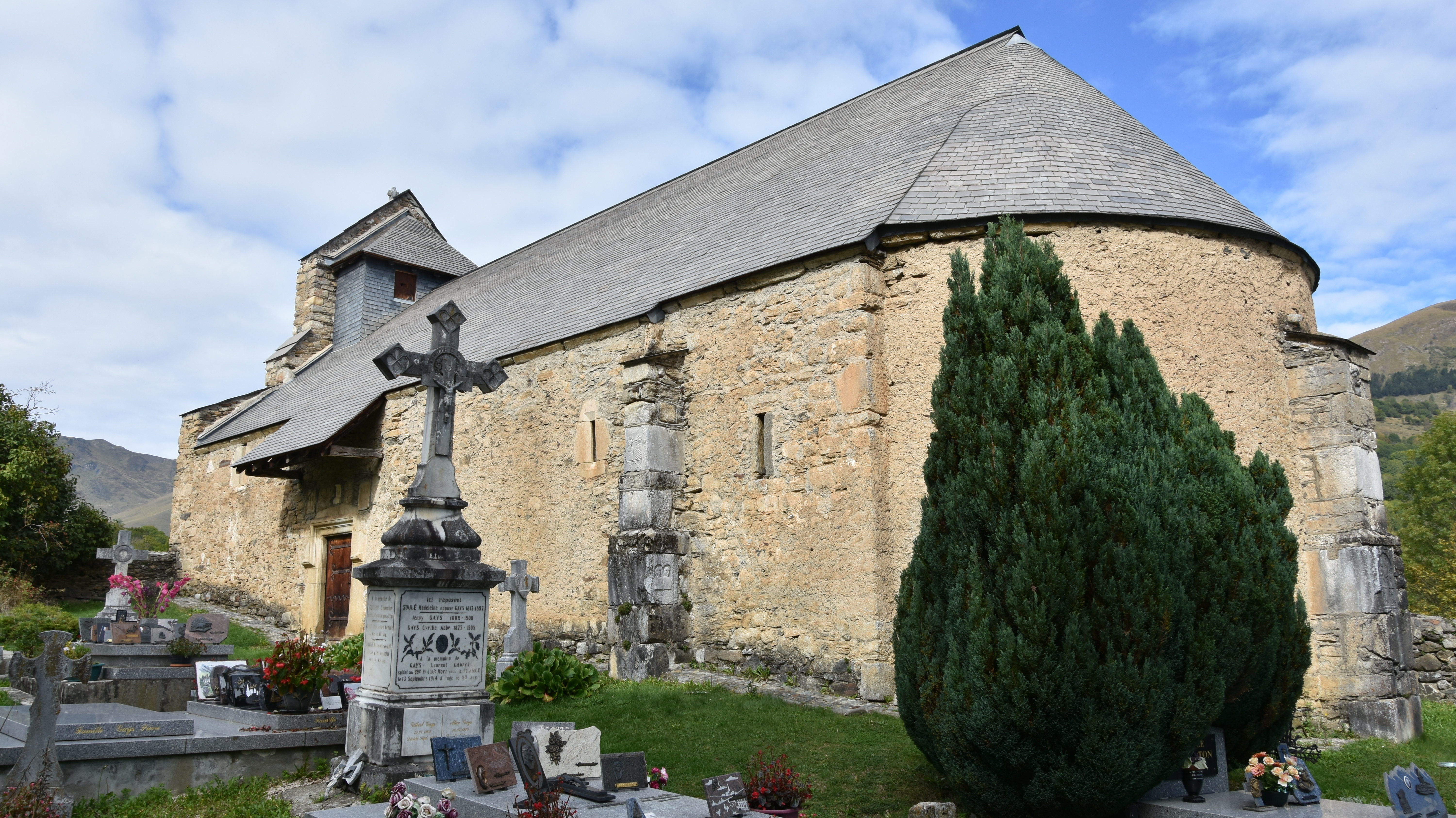
De noordzijde
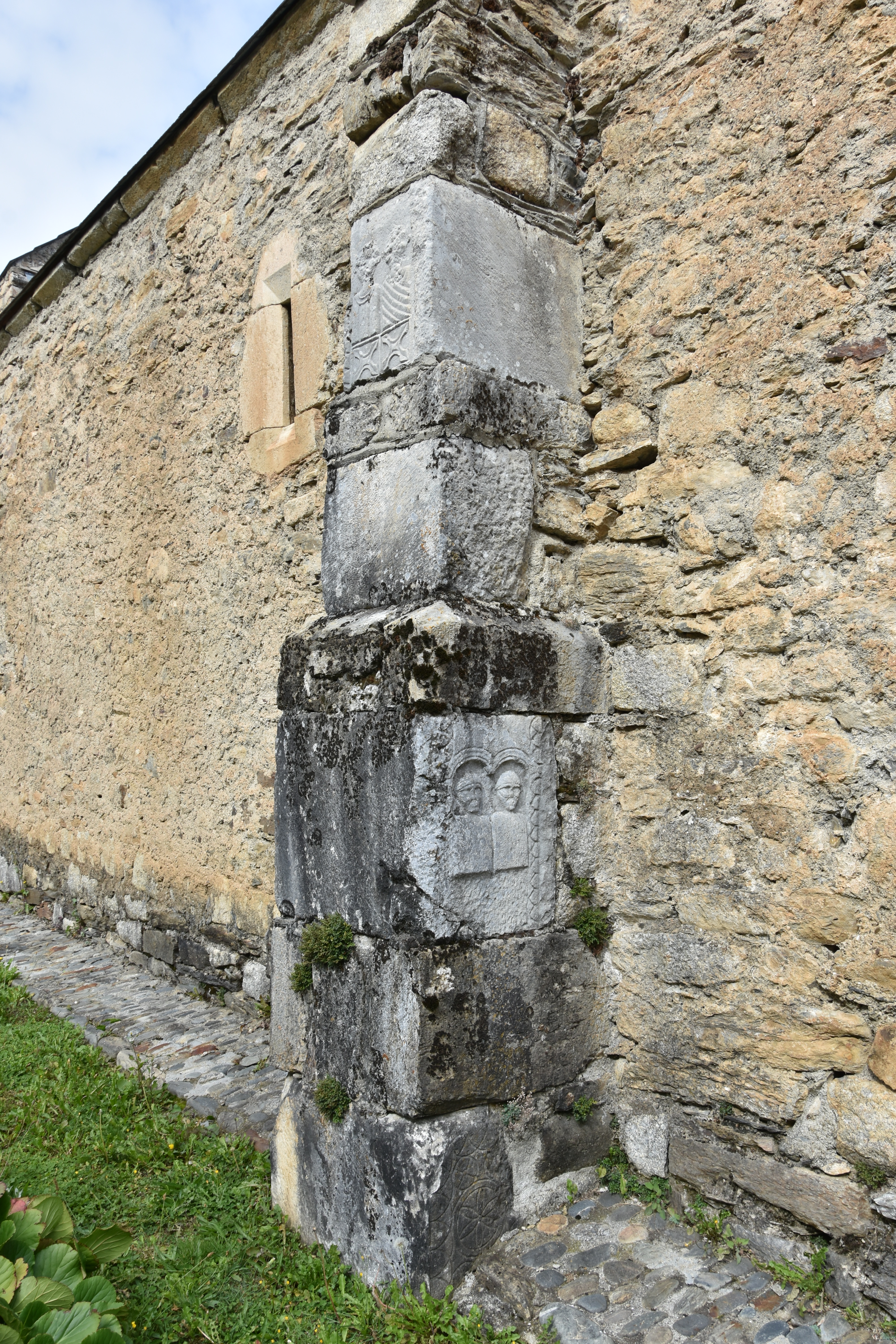
Steunbeer aan de noordzijde met grafsteles
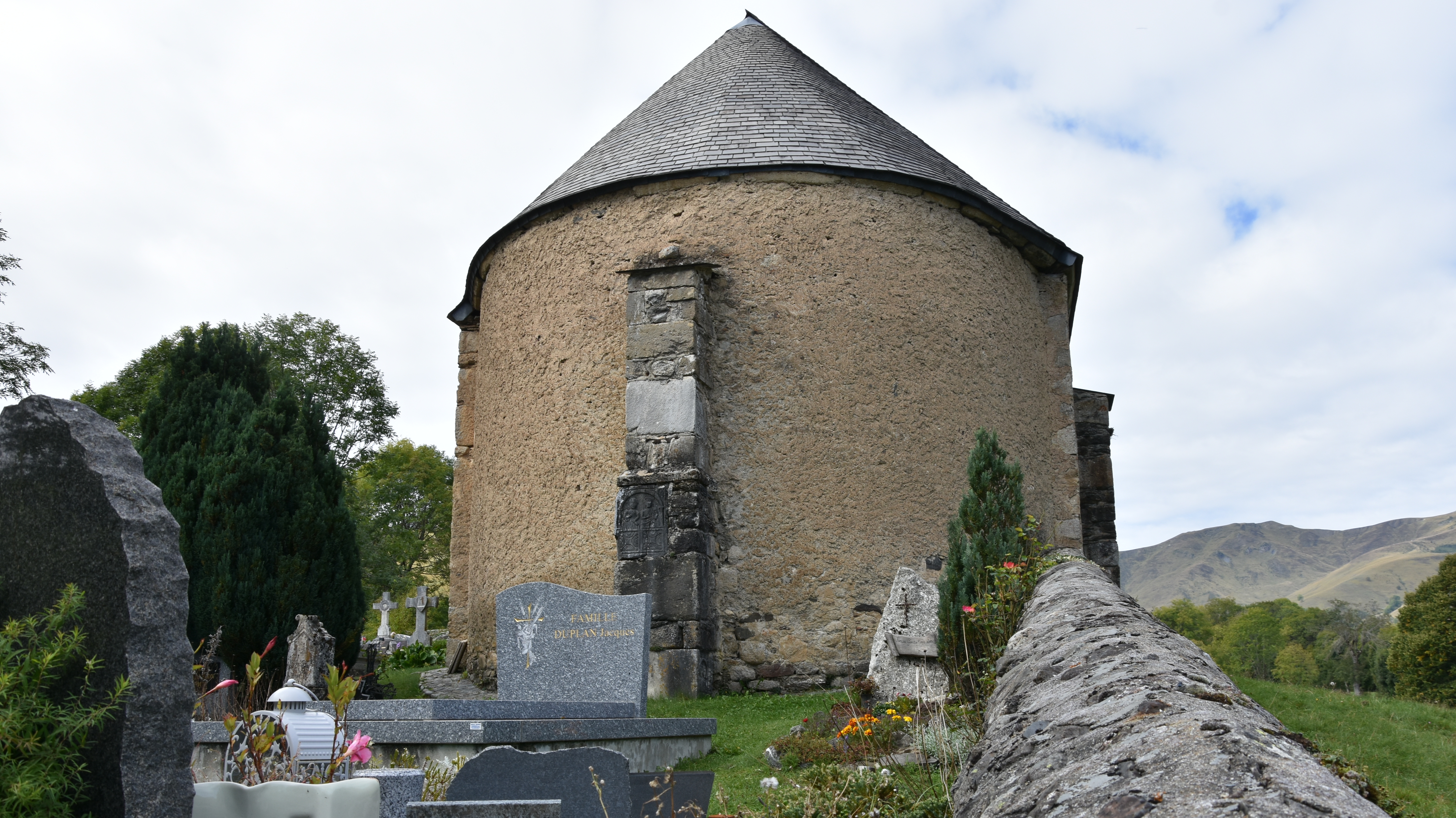
Apsis met steunbeer en grafsteles
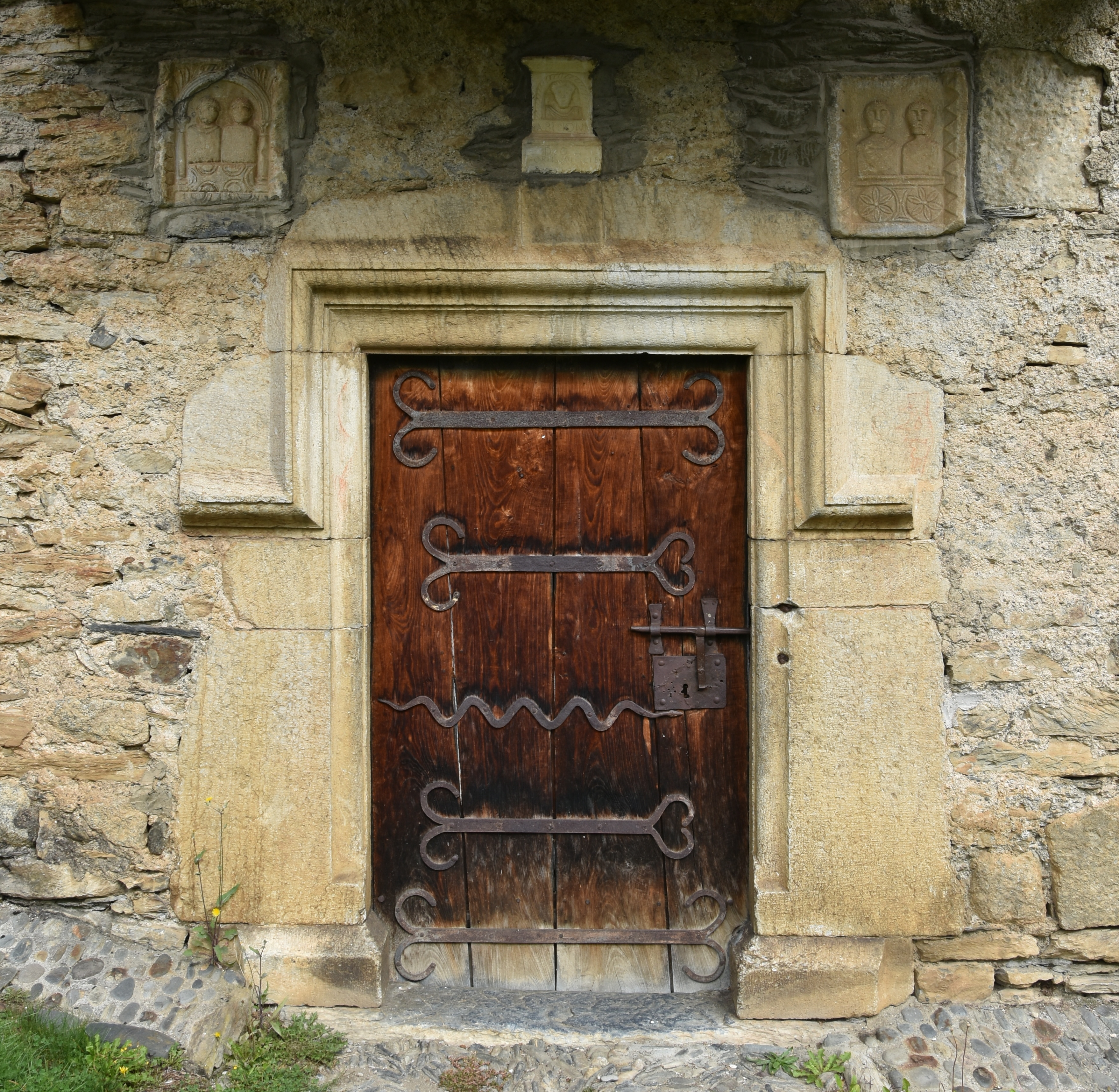
De toegang aan de noordzijde met bovenaan grafsteles
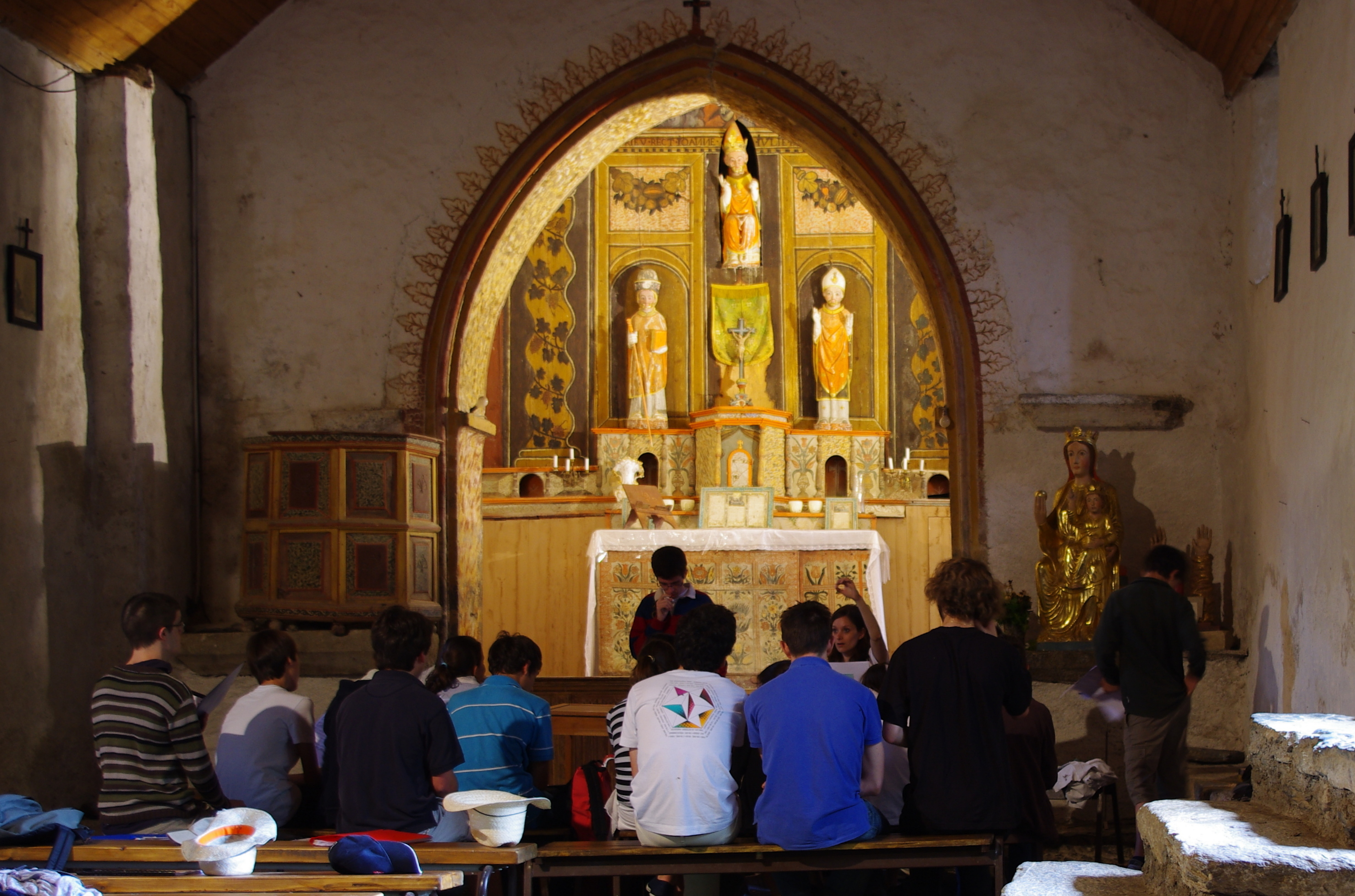
Het interieur tijdens een zangrepetitie
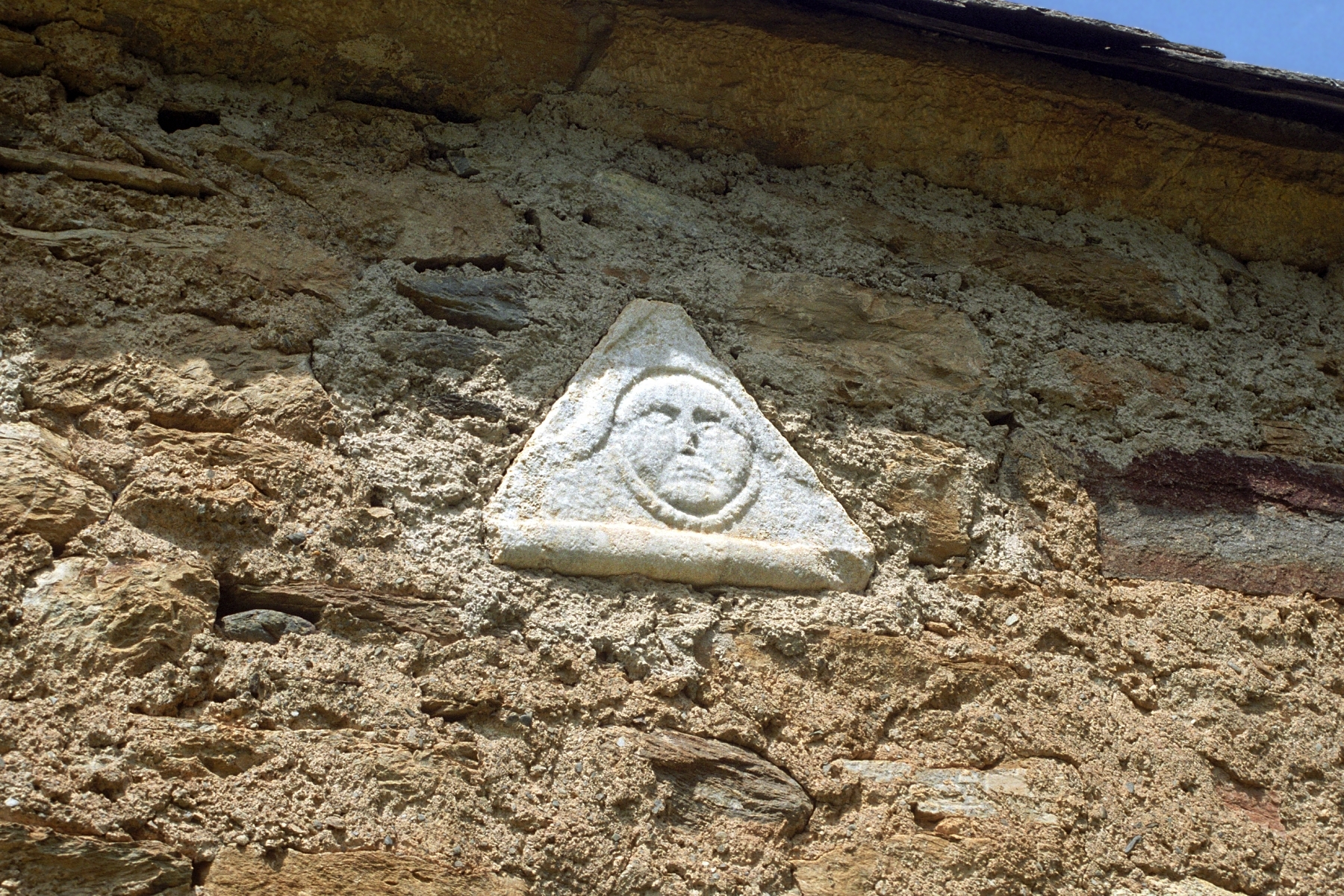
Een Pyreneese godheid in een zijmuur